# Ringer-Weltmeisterschaften 1978
Die Ringer-Weltmeisterschaften 1978 fanden vom 20. bis zum 27. August 1978 in Mexiko-Stadt statt. Es wurde sowohl im griechisch-römischen als auch im freien Stil gerungen. Die Ringer wurden in jeweils zehn Gewichtsklassen unterteilt. Die Sowjetunion konnte in allen 20 Wettbewerben Athleten auf dem Podest feiern.

## Griechisch-römisch
Die Wettkämpfe im griechisch-römischen Stil fanden vom 20. bis zum 23. August 1978 statt. Neben dem Medaillengewinner Pasquale Passarelli kamen für Deutschland noch Erich Klaus als Fünfter in der Gewichtsklasse -68 kg, Kurt Spaniol als Fünfter in der Gewichtsklasse -82 kg, Hans-Günter Klein als Fünfter in der Gewichtsklasse -100 kg und Rolf Krauß als Sechster in der Gewichtsklasse -52 kg unter die jeweils besten Sechs. Die DDR hatte mit Dietmar Hinz als Fünfter in der Gewichtsklasse -48 kg und Heinz-Helmut Wehling als Sechster in der Gewichtsklasse -68 kg zwei Athleten unter den besten Sechs.

### Medaillengewinner
| Klasse  | Gold                    | Silber           | Bronze                 |
| ------- | ----------------------- | ---------------- | ---------------------- |
| -48 kg  | Constantin Alexandru    | Alexei Schumakow | Roman Kierpacz         |
| -52 kg  | Wachtang Blagidse       | Nicu Gângă       | Haralambos Holidis     |
| -57 kg  | Schamil Serikow         | Ivan Frgić       | Pasquale Passarelli    |
| -62 kg  | Boris Kramarenko        | Kazimierz Lipień | Lars Malmkvist         |
| -68 kg  | Ștefan Rusu             | Andrzej Supron   | Alexander Alijew       |
| -74 kg  | Arif Niftualew          | Ferenc Kocsis    | Gheorghe Ciobotaru     |
| -82 kg  | Ion Draica              | Momir Petković   | Wladimir Tscheboksarow |
| -90 kg  | Stojan Nikolow          | Frank Andersson  | Wiktor Awdyschew       |
| -100 kg | Nikolai Balboschin      | Georgi Rajkow    | Refik Memišević        |
| +100 kg | Oleksandr Koltschynskyj | Nikola Dinew     | Roman Codreanu         |

### Medaillenspiegel
| Rang | Land           | Gold | Silber | Bronze |
| ---- | -------------- | ---- | ------ | ------ |
| 1    | Sowjetunion    | 6    | 1      | 3      |
| 2    | Rumänien       | 3    | 1      | 2      |
| 3    | Bulgarien      | 1    | 2      | 0      |
| 4    | Jugoslawien    | 0    | 2      | 1      |
|      | Polen          | 0    | 2      | 1      |
| 6    | Schweden       | 0    | 1      | 1      |
| 7    | Ungarn         | 0    | 1      | 0      |
| 8    | BR Deutschland | 0    | 0      | 1      |
|      | Griechenland   | 0    | 0      | 1      |

## Freistil
Die Wettkämpfe im Freistil fanden vom 24. bis zum 27. August 1978 statt. Neben dem Medaillengewinner Adolf Seger platzierten sich als deutsche Ringer noch Peter Neumair als Vierter in der Gewichtsklasse -90 kg und Martin Knosp als Sechster in der Gewichtsklasse -74 kg unter den besten Sechs.

### Medaillengewinner
| Klasse  | Gold               | Silber               | Bronze              |
| ------- | ------------------ | -------------------- | ------------------- |
| -48 kg  | Sergei Kornilajew  | Nobuo Fujisawa       | Mohammad Bazamavar  |
| -52 kg  | Anatoli Beloglasow | Hartmut Reich        | Luis Ocaña Zulueta  |
| -57 kg  | Hideaki Tomiyama   | Busay Ibragimow      | Dugasuren Ouinbold  |
| -62 kg  | Wladimir Jumin     | Jung-Mo Yang         | Mohammadreza Navaei |
| -68 kg  | Pawel Pinigin      | Akira Miyahara       | Iwan Jankow         |
| -74 kg  | Leroy Kemp         | Mohammad Mohebi      | Pjotr Marta         |
| -82 kg  | Magomed Arazilow   | Adolf Seger          | John Peterson       |
| -90 kg  | Uwe Neupert        | Anatoli Prokoptschuk | İsmail Temiz        |
| -100 kg | Harald Büttner     | Lewan Tediaschwili   | Barbaro Morgan      |
| +100 kg | Soslan Andijew     | Reza Soukhtehsaraei  | Roland Gehrke       |

### Medaillenspiegel
| Rang | Land                            | Gold | Silber | Bronze |
| ---- | ------------------------------- | ---- | ------ | ------ |
| 1    | Sowjetunion                     | 6    | 3      | 1      |
| 2    | Deutsche Demokratische Republik | 2    | 1      | 1      |
| 3    | Japan                           | 1    | 2      | 0      |
| 4    | Vereinigte Staaten              | 1    | 0      | 1      |
| 5    | Iran                            | 0    | 2      | 2      |
| 6    | BR Deutschland                  | 0    | 1      | 0      |
|      | Südkorea                        | 0    | 1      | 0      |
| 8    | Kuba                            | 0    | 0      | 2      |
| 9    | Bulgarien                       | 0    | 0      | 1      |
|      | Mongolei                        | 0    | 0      | 1      |
|      | Türkei                          | 0    | 0      | 1      |